# Dolichoderus semirugosus
Dolichoderus semirugosus é uma espécie de formiga do gênero Dolichoderus.